# Camperdown, New South Wales

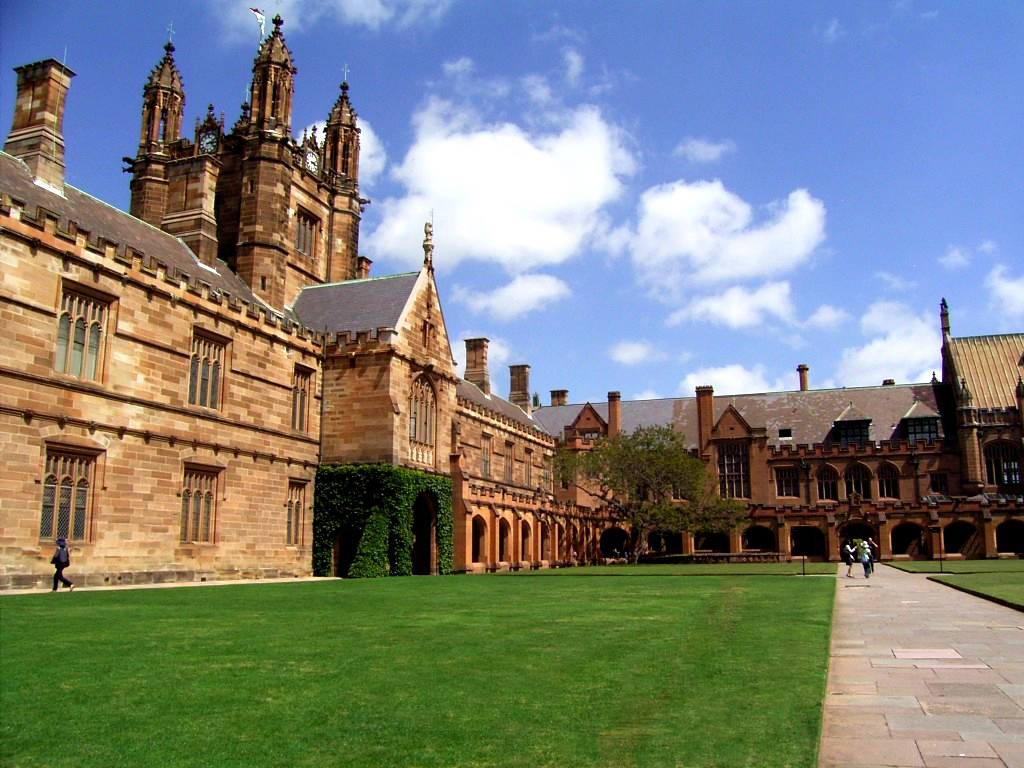
Clădirea Universităţii din Sidney

Camperdown este o suburbie în Sydney, Australia.